# Neochodaeus striatus
Neochodaeus striatus är en skalbaggsart som beskrevs av Leconte 1854. Neochodaeus striatus ingår i släktet Neochodaeus och familjen Ochodaeidae. Inga underarter finns listade i Catalogue of Life.